# 格拉斯哥证券交易所

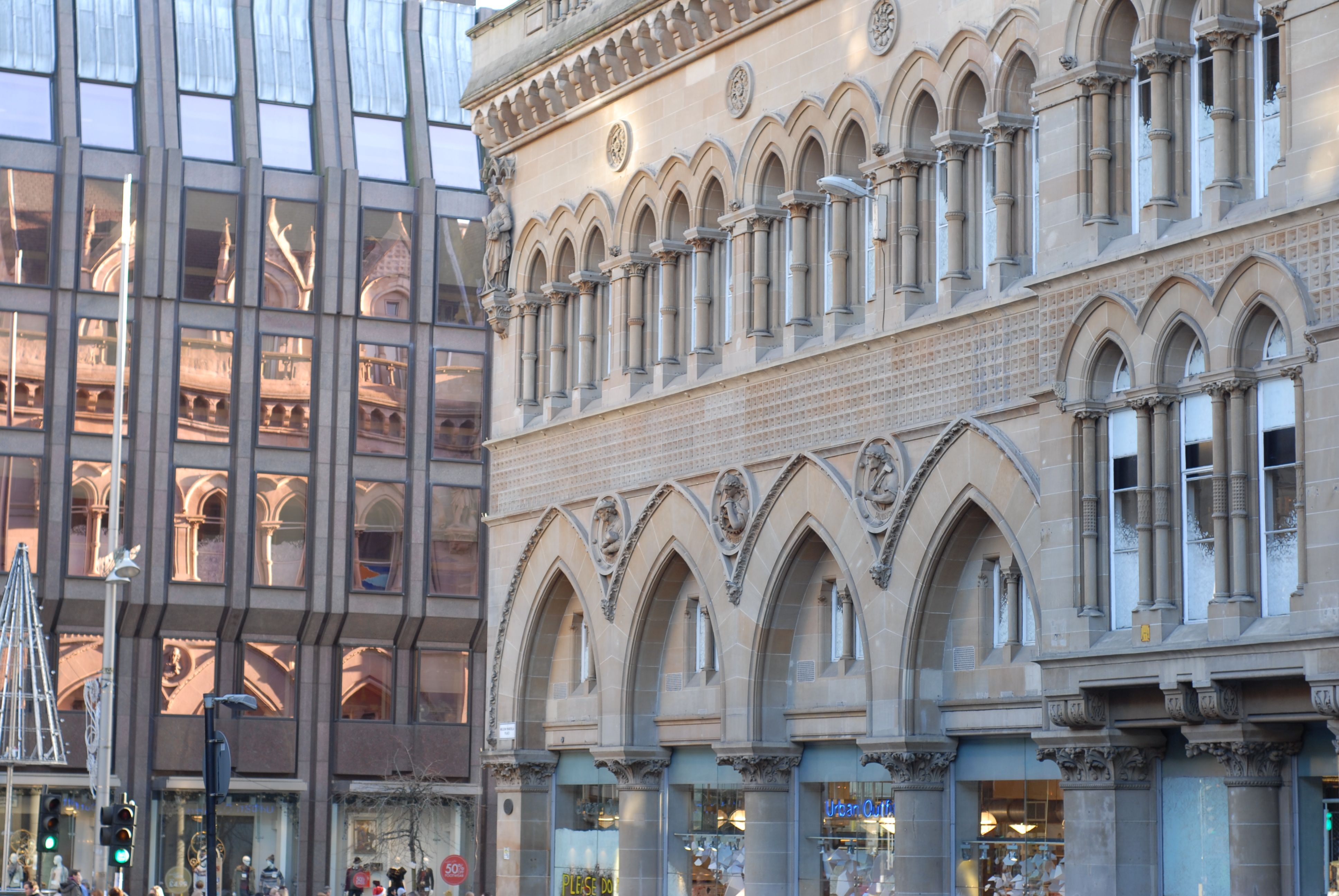
格拉斯哥证券交易所

格拉斯哥证券交易所（Glasgow Stock Exchange）是苏格兰格拉斯哥市中心的一个著名的建筑和金融机构。
该交易所成立于1844年。在1973年，它与伦敦证券交易所合并，成为其苏格兰运营的枢纽。
当前的建筑建于1875年-1877年。它位于纳尔逊·曼德拉坊（Nelson Mandela Place，1986年前称为圣乔治坊（St George's Place））与布坎南街转角，由约翰·伯内（John Burnet）设计，威尼斯哥特式风格，被认为灵感是来自皇家司法院。该建筑现在列为A类保护登录建筑。